# Venner (sæson 4)
Den fjerde sæson af Venner, en amerikansk komedie-serie skabt af David Crane og Marta Kauffman, havde premiere på NBC den 25. september 1997. Venner blev produceret af Bright/Kauffman/Crane Productions, i samarbejde med Warner Bros Television. Sæsonen indeholder 24 episoder og havde sæsonafslutning d. 7. maj 1998.

## Handling
I sæson 3s sæsonafslutning, kommer Ross ind i et værelse for at hilse på enten Rachel eller Bonnie. I denne sæsons premiere, bliver det afsløret, at han faktisk siger "Hej" til dem begge, da han finder Rachel i gang med at smøre Bonnies skaldede hoved med lotion. Bonnie forlader dem, og Ross fortsætter sit afbrudte kys med Rachel. Han beslutter sig for at slå op med Bonnie, for at komme sammen sammen med Rachel, der skriver et brev til ham. Hun er villig til at forsone sig med Ross på betingelse af at han siger ja  (angiver, at han påtager sig det fulde ansvar for alt galt med deres tidligere forhold). Men Ross er for træt til at læse det 36-sider lange brev i de sene timer af natten ("18 sider – forside og bagside"), men hans ønske om at komme sammen med Rachel gør, at han accepterer brevet, uvidende om, hvad han er accepterer. Da han faktisk læser hele brevet, han ændrer han sin mening, og takket være Rachels fortsatte henvisning til brevet, efter at de har haft sex, bryder de op igen.
I mellemtiden er Chandler og Joey  med Monica på stranden, hvor hun bliver stukket af en vandmand. Joey, der så et program på Discovery Channel, foreslår at man tisser på stikket, så Chandler tisser på stikket. Ved at gøre dette, slutter han sine kontinuerlige spekulationer om et forhold med Monica. Ikke længe efter, bliver Chandler og Joey røvet ved højlys dag, og de fylder deres lejlighed med rustne havemøbler og en kano.
Efter at have lært sandheden om sin biologiske mor at kende, er Phoebe yderst skuffet over hende og det faktum, at hun aldrig har forsøgt at finde hende. Phoebe stormer ud, med ønsket om aldrig at se hende igen. Men efterhånden lærer de hinanden bedre at kende. I løbet af denne sæson, bliver Lisa Kudrow (der spiller Phoebe) gravid. Dette er skrevet i showet som hendes surrogat graviditet, hvor hun er gravid for hendes bror og hans nye kone (som også blive gift i denne sæson, hvor publikum mødte dem for første gang i den tredje sæson).
Joey begynder at date skuespiller ved navn Kathy, som Chandler er lun på. Chandler og Kathy kysser, mens hun stadig dater Joey. Da Joey opdager det med hende og Chandler, slår Kathy op med Joey. Men han finder ud af at de stadig kysser. Chandler's skyld er så stor, at han køber nye møbler til deres tomme lejlighed. Joey bliver så vred, at han begynder at sende alle tingen tilbage som Chandler købte, indtil Chandler løser problemet ved at tilbringe Thanksgiving i en kasse (The One With Chandler In A Box). Thanksgiving i år er akavet for Monica, der inviterer Dr. Timothy Burke, Richard's søn, og kysser ham, der minder hende om hendes ex-kæreste. Chandler starter med at date Kathy, men slår op med hende, efter at hun sover med sin skuespillerkollega, som Chandler ser at have simuleret sex med sin kæreste i et teaterstykke.
Monica starter en catering virksomhed med Phoebe, men efter at have gennemgået Alessandro's restaurant og acceptere et job som chef-kok der, stopper hun og Phoebe i cateringbranchen. Hendes nye arbejde med sine kolleger er ganske vanskeligt i starten, men efter Chandler forslag, fyrer hun Joey i et set-up og gevindsten er kontrol over køkkenet. Hun og Rachel mister også deres lejlighed til Joey og Chandler i denne sæson (som et væddemål over en quiz med personlige spørgsmål om hinanden). For at gøre tingene værre for Rachel,dør hendes chef Joanna, og som et resultat af dette bliver hun sat i afdelingen "Personlig Shopping"  i Bloomingdales, hvor hun møder Joshua, som hun er lun på. Efter flere episoder, Rachel hvor forhindres i at udtrykke sine sande følelser for ham (herunder en uplanlagt operabesøg, som ender med at Rachel introducere Ross til sin nye kæreste, Emily), begynder hun endelig at gå ud med Joshua.

## Medvirkende
| Skuespiller      | Rolle          |
| ---------------- | -------------- |
| Jennifer Aniston | Rachel Green   |
| Courteney Cox    | Monica Geller  |
| Lisa Kudrow      | Phoebe Buffay  |
| Matt LeBlanc     | Joey Tribbiani |
| Matthew Perry    | Chandler Bing  |
| David Schwimmer  | Ross Geller    |

| Skuespiller       | Rolle                         |
| ----------------- | ----------------------------- |
| Maggie Wheeler    | Janice Hosenstein             |
| Elliott Gould     | Jack Geller                   |
| Christina Pickles | Judy Geller                   |
| Hugh Laurie       | Gentleman på flyet med Rachel |

| Skuespiller         | Rolle             |
| ------------------- | ----------------- |
| Paget Brewster      | Kathy             |
| Helen Baxendale     | Emily Waltham     |
| Tate Donovan        | Joshua Burgin     |
| Giovanni Ribisi     | Frank Buffay, Jr. |
| Debra Jo Rupp       | Alice Knight      |
| Alison LaPlaca      | Joanna            |
| Michael G. Hagerty  | Mr. Treeger       |
| James Michael Tyler | Gunther           |
| Teri Garr           | Phoebe Abbott     |

## Episoder
| Nr. i serie | Nr. i sæson | Titel                                                                             | Instruktør                            | Forfatter | Oprindelig sendedato | Produktionskode |
| ----------- | ----------- | --------------------------------------------------------------------------------- | ------------------------------------- | --- | -------------------- | --------------- |
| 74          | 1           | "The One the Jellyfish" "Den med vandmanden"                                      | Shelley Jensen                        | Wil Calhoun | 25. september 1997   | 466601          |
| 75          | 2           | "The One with the Cat" "Den med katten"                                           | Jill Condon & Amy Toomin              | Shelley Jensen                                                                                                 | 2. oktober 1997      | 266602          |
| 76          | 3           | "The One with the Cuffs" "Den med manchetterne"                                   | Peter Bonerz                          | Seth Kurland                                                                                                   | 9. oktober 1997      | 266603          |
| 77          | 4           | "The One with the Ballroom Dancing" "Den med balsalsdansen"                       | Ted Cohen & Andrew Reich              | Gail Mancuso                                                                                                   | 16. oktober 1997     | 466604          |
| 78          | 5           | "The One with Joey’s New Girlfriend" "Den med Joey’s nye kæreste"                 | Gregory S. Malins & Michael Curtis    | Gail Mancuso                                                                                                   | 30. Oktober 1997     | 466605          |
| 79          | 6           | "The One with the Dirty Girl" "Den med den beskidte pige"                         | Shana Goldberg-Meehan & Scott Silveri | Shelley Jensen                                                                                                 | 6. november 1997     | 466606          |
| 80          | 7           | "The One Where Chandler Crosses the Line" "Den hvor Chandler overskrider grænsen" | Adam Chase                            | Kevin Bright                                                                                                   | 13. november 1997    | 466607          |
| 81          | 8           | "The One with Chandler in a Box" "Den med Chandler i en boks"                     | Michael Borkow                        | Peter Bonerz                                                                                                   | 20. november 1997    | 466608          |
| 82          | 9           | "The One Where They’re Going to Party" "Den hvor de skal feste"                   | Ted Cohen & Andrew Reich              | Peter Bonerz                                                                                                   | 11. december 1997    | 466609          |
| 83          | 10          | "The One with the Girl from Poughkeepsie" "Den med pigen fra Poughkeepsie"        | Scott Silveri                         | Gary Halvorson                                                                                                 | 18. december 1997    | 466610          |
| 84          | 11          | "The One with Phoebe’s Uterus" "Den med Phoebes livmoder"                         | Seth Kurland                          | David Steinberg                                                                                                | 8. januar 1998       | 466610          |
| 85          | 12          | "The One with the Embryos" "Den med embryoner"                                    | Jil Condon & Amy Toomin               | Dana Devally Piazza                                                                                            | 15. januar 1998      | 466611          |
| 86          | 13          | "The One with Rachel’s Crush" "Den med Rachel’s Crush"                            | Shana Goldberg-Meehan                 | Dana DeVally Piazza                                                                                            | 29. januar 1998      | 466613          |
| 87          | 14          | "The One with Joey’s Dirty Day" "Den med Joey’s beskidte dag"                     | Peter Bonerz                          | Wil Calhoun | 5. februar 1998      | 466614          |
| 88          | 15          | "The One with All the Rugby" "Den alt rugby’en"                                   | James Burrows                         | Historie af: Ted Cohen & Andrew Reich Teleplay af: Wil Calhoun                                                 | 26. februar 1998     | 466617          |
| 89          | 16          | "The One with the Fake Party" "Den"                                               | Michael Lembeck                       | Historie af: Alicia sky Varinaitis Tv-manuskript af: Scott Silveri & Shana Goldberg-Meehan                     | 19. marts 1998       | 466615          |
| 90          | 17          | "The One with the Free Porn" "Den med det gratis porno"                           | Michael Lembeck                       | Historie af: Mark J. Kunerth Tv-manuskript af: Richard Goodman                                                 | 26. marts 1998       | 466616          |
| 91          | 18          | "The One with Rachel’s New Dress" "Den med Rachel’s nye kjole"                    | Gali Mancuso                          | Historie af: Andrew Reich & Ted Cohen Tv-manuskript af: Jill Condon & Amy Toomin                               | 2. april 1998        | 466620          |
| 92          | 19          | "The One with All the Haste" "Den med alt hastværket"                             | Scott Silveri & Wil Calhoun           | Kevin Bright                                                                                                   | 9. april 1998        | 466618          |
| 93          | 20          | "The One with All the Wedding Dresses" "Den med alle brudekjolerne"               | Gali Mancuso                          | Historie af: Adam Chase Tv-manuskript af: Gregory S. Malins & Michael Curtis                                   | 16. april 1998       | 466621          |
| 94          | 21          | "The One with the Invitation" "Den med invitationen"                              | Seth Kurland                          | Peter Bonerz                                                                                                   | 23. april 1998       | 466619          |
| 95          | 22          | "The One with the Worst Best Man Ever" "Den med den værste forlover nogensinde"   | Peter Bonerz                          | Historie af: Seth Kurland Gregory S. Malins & Michael Curtis                                                   |                      |                 |
| 96-97       | 23-24       | "The One Ross’s Wedding" "Den med Ross’ bryllup"                                  | Kevin S. Bright                       | Historie af: Michael Borkow & Jill Condon & Amy Toomin Tv-manuskript af: Shana Goldberg-Meehan & Scott Silveri | 7. maj 1998          | 466623-466624   |